# Geotrupes olgae
Geotrupes olgae är en skalbaggsart som beskrevs av Olsoufieff 1918. Geotrupes olgae ingår i släktet Geotrupes och familjen tordyvlar. Inga underarter finns listade i Catalogue of Life.